# アドルフ・ケトレー
ランベール・アドルフ・ジャック・ケトレー（Lambert Adolphe Jacques Quételet または Quetelet；1796年2月22日 - 1874年2月17日）は、ベルギーの数学者、天文学者、統計学者で社会学者である。社会学に統計学的方法を導入し、「近代統計学の父」とも称される。

## 業績
数学の研究により1819年ゲント大学から博士号を授与され、1828年ブリュッセルに天文台を創設し天文学の研究を行った。
当時の新しい研究分野である確率論と統計学は最小二乗法などの形で主として天文学に応用されていた。ラプラスは確率論を社会研究にも応用することを考えていたが、ケトレーはこのアイディアに基づき「社会物理学」の名で研究を開始した。彼の目標は、犯罪率、結婚率、自殺率といったものの統計学的な法則を理解し、他の社会的要因の変数から説明することにあった。このような発想は自由意志の概念に反するということで当時の学者の間に議論を巻き起こした。18世紀以来の「神の秩序を数学的に明らかにする」という思想ではなく、個人の行動に基づいて科学的な法則性を追究した点で功績がある。
彼の最も有名な著書は「人間とその能力の発展について－社会物理学の試み」Sur l'homme et le développement de se facultés, ou Essai de physique sociale（1835年）である。ここでは彼の考える社会物理学を概観し、「平均人」（l'homme moyen：社会で正規分布の中心に位置し平均的測定値を示す）という概念を提出している。そのほかに｢社会物理学｣La physique sociale（1869年）などの著書があり、特に19世紀後半の社会統計学に強い影響を与えた。
彼は人の社会的データのみならず身体的データについても研究を行っている。特に人の身長に対する理想的体重と実際の体重を比較する指数、つまりボディマス指数（ケトレー指数）を提案し、これは公衆医学上も重要な貢献である。
1850年前後にはベルギー政府の統計実務にも関わり、国勢調査の指導などをしている。また統計学に関する雑誌と学会を創立し、統計学者間の国際的な協力に熱心であった。

## 日本語訳
- ケトレー『人間に就いて』平貞蔵・山村喬訳、岩波文庫、1939-40
- アドルフ・ケトレー『道徳的及び政治的諸科学へ応用された確率理論に就ての書簡』 (統計学古典選集 高野岩三郎訳. 栗田書店, 1942